# Laura Schneiderhan
Laura Maria Schneiderhan, verheiratete Hospes-Schneiderhan, (* 21. August 1989 in München) ist eine österreichische Schauspielerin und Sängerin.

## Leben
Laura Schneiderhan wurde als Tochter des Schauspielerpaares Mona Seefried und Nikolaus Paryla geboren, ihre Großmutter war die Sopranistin Irmgard Seefried und ihr Großvater war der Musiker Wolfgang Schneiderhan. Ab dem 6. Lebensjahr erhielt sie privaten Gesangsunterricht, 2006 begann sie mit einer Schauspielausbildung bei Michael Mohapp und ihrer Mutter. Parallel dazu besuchte sie einen Vorbereitungslehrgang Stimmbildung an der Universität für Musik und darstellende Kunst Wien, wo sie ab 2008 klassischen Gesang bei Regine Köbler studierte. Das Studium schloss sie 2015 als Magistra ab.
Erste Filmerfahrungen machte sie 2012 im Fernsehfilm Die Reichsgründung. 2013 verkörperte sie die Rolle der Miriam im Theaterstück Ego von Carl Djerassi im Rahmen der Internationalen Sommerakademie (ISA) der Universität für Musik und darstellende Kunst Wien in Reichenau an der Rax, in der Inszenierung war sie 2014 auch an der Neuen Studiobühne Penzing in Wien zu sehen. Ebenfalls 2014 spielte und sang sie die Rolle des Prinzen Orlofsky in der Fledermaus an den Vereinigten Bühnen Bozen.
2016 debütierte sie als Frau Segstrom in Das Lächeln einer Sommernacht am Staatstheater am Gärtnerplatz, wo sie im Februar 2017 in der Faschingsfee zu sehen war. Im August 2016 stand sie bei den Bregenzer Festspielen als Die Linke in der Uraufführung der Bühnenfassung von Otto M. Zykans Staatsoperette auf der Bühne. In dieser Inszenierung war sie später auch am Wiener Theater Akzent zu sehen. An den Kammerspielen des Tiroler Landestheaters Innsbruck feierte sie im Oktober 2019 mit dem „Ein-Frau-Musical“ Heute Abend – Lola Blau von Georg Kreisler Premiere. 2022 wirkte sie am Stadttheater Bozen  in der Oper Blasmusikpop (von Thomas Doss nach dem Roman von Vea Kaiser und mit einem Libretto von Silke Dörner), einer Koproduktion der Bürgerkapelle Gries mit den Vereinigten Bühnen Bozen, mit.
2021 heiratete sie den Schauspielkollegen Tom Hospes, den sie im Herbst 2019 am Tiroler Landestheater in Innsbruck kennenlernte.

## Auszeichnungen und Nominierungen (Auswahl)
- 2013: 2. Preis beim Heinrich-Strecker-Wettbewerb[9]
- 2015: 2. Platz beim MUT Wettbewerb des Gärtnerplatztheaters[10]
- 2021: Österreichischer Musiktheaterpreis – Auszeichnung in der Kategorie Beste weiblicher Nachwuchs für Heute Abend – Lola Blau (Lola Blau) am Tiroler Landestheater[11][12]

## Filmografie
- 2012: Die Reichsgründung
- 2014: Jump (Kurzfilm, Regie: Christian Raab)
- 2024: Elfi